# 格拉萨
格拉萨是巴西塞阿拉州的一个市镇。总面积281.89平方公里，总人口15144人，人口密度53.7人/平方公里。